# Klassieke periode (geschiedenis)
De klassieke periode is een periode in de geschiedenis van Griekenland tussen ca. 500 en 323 v.Chr. De Perzische Oorlogen worden als het begin van deze periode gezien, terwijl de dood van Alexander de Grote en het einde van zijn veroveringstocht van Perzië het einde ervan inluidt. De periode voorafgaand aan de klassieke periode wordt de Archaïsche periode genoemd, terwijl de periode die volgt de Hellenistische periode betreft.

## Perzische Oorlogen
De interactie tussen de Perzen en Grieken begon rond 547 v.Chr.. In dat jaar veroverde Cyrus de Grote Lydië, en later ook de Griekse koloniën in Ionië. In het jaar 499 v.Chr. kwamen de koloniën in opstand en kregen steun van Athene en van de stad Eretria (op het eiland Euboea, nu Évia). Koning Darius I van Perzië onderdrukte de Ionische Opstand en wilde daarna Athene en Eretria straffen en tevens Europees Griekenland veroveren.
In 492 v.Chr. werd het Perzische gevaar afgewend, omdat de Perzische vloot in een storm bij de berg Athos werd vernietigd, waarna ook het Perzische leger naar huis terugkeerde. In 490 v.Chr. volgde een tweede Perzische aanval, nu alleen over zee. Eretria werd verwoest en daarna ontscheepten de Perzen zich op de vlakte bij Marathon aan de oostkust van Attica. Daar werden ze echter door Atheense troepen onder Miltiades vernietigend verslagen in de slag bij Marathon.
Xerxes, Darius' zoon en opvolger, stuurde in 480 v.Chr. opnieuw een leger en een vloot naar Griekenland. Na raadpleging van het orakel van Delphi had de Atheense staatsman Themistocles een grote vloot laten bouwen met de inkomsten van de zilvermijnen van Laurion (nu Lávrio).
In de pas van Thermopylae hield de Spartaanse koning Leonidas met een klein leger de Perzen enkele dagen tegen, maar toen een verrader (Ephialtes) de Perzen de weg wees door het gebergte, stootte het vijandelijke leger door naar het zuiden. Athene werd in brand gestoken, maar de bevolking was op voorhand gevlucht naar de eilanden Aegina en Salamis (nu Éyina en Salámina). In de baai van Salamis leed de Perzische vloot een nederlaag en in 479 v.Chr. werd het Perzische landleger bij Plataeae (nu Platées) verslagen door koning Pausanias van Sparta. Spoedig daarna werden ook de Ionische steden en eilanden van de Perzen bevrijd.

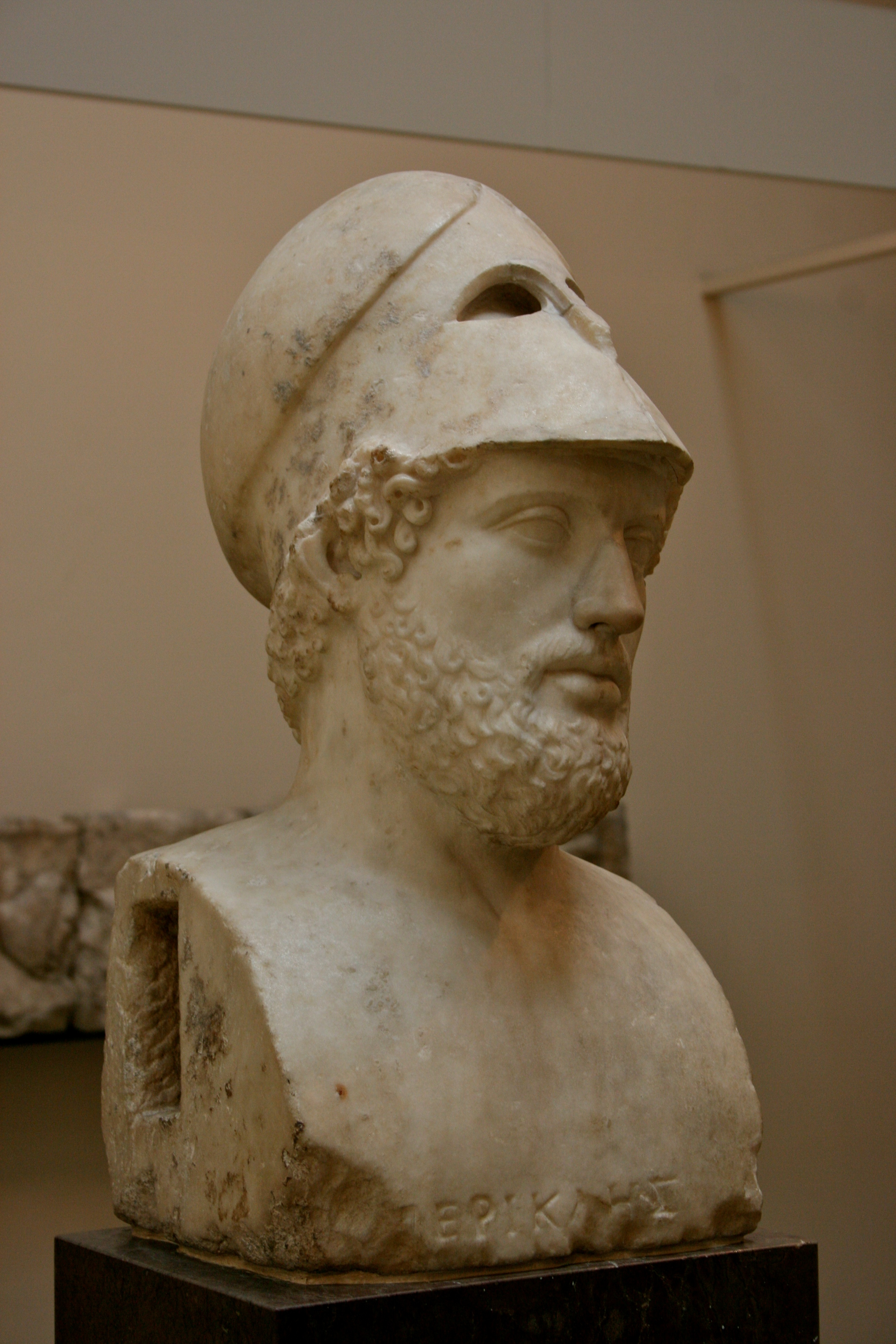
De Atheense leider Perikles.

## De "Pentecontaetia"
Om zich in de toekomst beter tegen Perzië te kunnen verdedigen, sloten de bevrijde stadstaten en eilanden in ongeveer 477 v.Chr. een verbond met Athene: de Delisch-Attische Zeebond. Elk lid moest geld of schepen leveren; het geld werd eerst bewaard op het eiland Delos en later in Athene. Rond 448 v.Chr. werd er vrede met de Perzen gesloten. Intussen brak de eerste Peloponnesische oorlog uit tussen Athene en Sparta. Aan deze oorlog kwam in 445 v.Chr. een einde met de dertigjarige vrede, waarin beide partijen elkaars bondgenootschappen erkenden.
De tijd van Perikles (461 - 429 v.Chr.) wordt ook wel de "Gouden Eeuw" van Athene genoemd; na de Perzische Oorlogen kwam het geestesleven er helemaal tot wasdom. Perikles maakte van Athene de mooiste, sterkste, rijkste en machtigste stadstaat van Griekenland. Hij was hiertoe in staat omdat de Atheners de Delische bond, dat initieel begonnen was als bondgenootschap van vrije Grieken, langzaam wisten om te vormen naar een Atheens Rijk. Nadat er vrede was gekomen met de Perzen werd de reden van het bestaan van deze bond door veel leden in twijfel getrokken. Leden mochten de bond echter niet verlaten, en in de meeste gevallen werden ze gedwongen een jaarlijkse contributie aan Athene te leveren. Perikles gebruikte dit geld voor de verdediging van dit rijk en de onderdrukking van zijn bondgenoten, en daarnaast om burgers te betalen als ze deelnamen aan het democratische proces van Athene en de bouw van prachtige bouwwerken, zoals het Parthenon, de Propyleeën en de uitbreiding van de lange muren.
De groeiende Atheense macht, in combinatie met de in feite onbesliste eerste Peloponnesische oorlogen, zou uiteindelijk leiden tot een tweede oorlog met Sparta.

## (Tweede) Peloponnesische Oorlog, 431-404 v.Chr.
De Peloponnesische Oorlog, die meestal in drie verschillende fasen wordt onderverdeeld, was volgens Thucydides, de belangrijkste bron over deze oorlog, de meest verwoestende oorlog tot dan toe. In de eerste fase van de oorlog viel de aristocratische, oligarchische landmacht Sparta herhaaldelijk Attica binnen, terwijl de democratische zeemogendheid Athene de Peloponnesische kusten aanviel. Een groot verlies voor Athene was de dood van Perikles die in 429 v.Chr. stierf in de Attische plaag. Dit onderdeel van de oorlog werd in 421 v.Chr. onbeslist afgesloten met de vrede van Nicias.
In 415 v.Chr. lanceert Athene de Siciliaanse expeditie, die uiteindelijk desastreus afloopt voor Athene. Dit leidt tot de laatste fase van de oorlog, waarin Sparta formeel de vijandelijkheden hervat, en met financiële steun van de Achaemeniden de Atheense vloot uiteindelijk verslaat in de slag bij Aegospotami. De Zeebond werd ontbonden, de vestingwerken en de Lange Muren moesten afgebroken worden. Athene verslagen. Sparta had de hegemonie over de Griekse wereld naar zich toe getrokken.

## De opkomst van Macedonië
Een dertigtal jaren berustte de hegemonie bij Sparta, maar de ontevredenheid daarover leidde tot verzet. In 371 v.Chr. versloeg de Thebaanse veldheer Epaminondas de Spartanen bij Leuktra (nu Léfktra) waarmee de hegemonie aan Thebe (nu Thíva) een feit was. Deze was slechts van korte duur, want in 362 v.Chr. sneuvelden Epaminondas en zijn twee onderbevelhebbers in de slag bij Mantineia (nu Mandínia), ook al behaalde Thebe hier een overwinning op een Spartaans-Atheense coalitie.

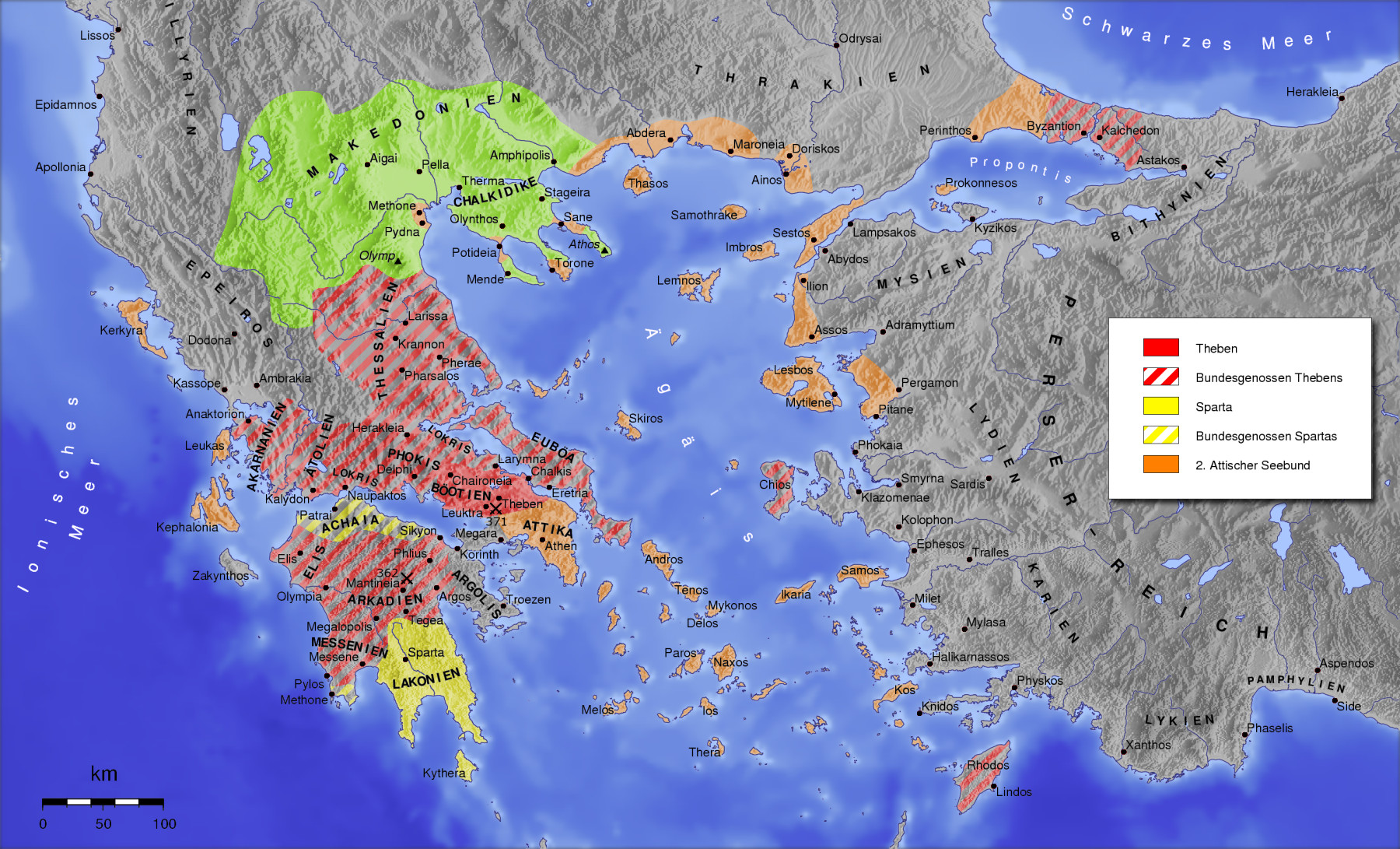
Griekenland tijdens de Thebaanse hegemonie

De onderlinge oorlogen hadden de Grieken uitgeput. De grote tijd van de dramatische dichtkunst was voorbij, de eeuw van het proza aangebroken. Toen het ten noorden van Griekenland gelegen Macedonië - door de spotlustige Grieken niet voor volwaardige Grieken aangezien - zich tot een belangrijke militaire macht ontwikkelde, betekende dat al spoedig de ondergang van de onafhankelijke, elkaar steeds bestrijdende, Griekse stadstaatjes. Van de verzwakking en verdeeldheid maakte Koning Philippus II van Macedonië (359-336 v.Chr.) gebruik door met zijn uitmuntende leger steeds verder in Griekenland door te dringen. Demosthenes riep de Grieken op hun vrijheid te verdedigen. Enkele Griekse steden verenigden zich, maar in 338 v.Chr. leden ze tegen Macedonië de nederlaag bij Chaeronea (nu Herónia). Dat was het einde van de onafhankelijke Griekse stadstaten; de macht verschoof naar het tot dan toe onbelangrijke Macedonië.
Philippos verbood de Grieken alle onderlinge oorlogen en verbonden, werd zelf de leider van de Griekse staatjes en liet zich kiezen tot opperbevelhebber tegen de Perzen. Maar voor hij de grote veldtocht kon beginnen, werd hij vermoord. Betrekkelijk recent, in 1977, werd de rijke grafkamer van Philippos II gevonden in de Archeologische site van Aigai.
Zijn zoon Alexander de Grote volgde hem op. Deze verzamelde een reusachtig leger om wraak te nemen op de Perzen, en van 334 tot zijn dood in 323 v.Chr. hield hij een grootse veroveringstocht om het Perzische Rijk van Egypte tot voorbij de Indus aan de verenigde Macedoniërs en Grieken te onderwerpen. Dit onmetelijke Macedonische Rijk zou echter binnen de twaalf jaren na zijn dood weer uiteenvallen doordat zijn opvolgers, de diadochen, elkaar bestreden om de erfenis te verdelen. Het overlijden van Alexander de Grote geldt als einde van de klassieke periode en het begin van de hellenistische periode.

## Kunst, cultuur en wetenschap
In het Athene van Perikles ontstond een nieuwe bewustwording van de menselijke persoonlijkheid, dat zich uitte in onder andere de lyriek, wijsbegeerte, bouw- en beeldhouwkunst. Hippocrates (460 - 377 v.Chr.) van het eiland Kos was de grondlegger van de medische wetenschap. Een groot lyrisch dichter was Pindarus (518 - 446 v.Chr.) uit Thebe.
Drie beroemde tragediedichters waren: Aeschylus (525 - 456 v.Chr.), Sophocles (495 - 406 v.Chr.) en Euripides (480 - 406 v.Chr.). De grootste blijspeldichter was Aristophanes (446 - 385 v.Chr.).
Herodotus (484 - 425 v.Chr.) uit Halikarnassos was de geschiedschrijver van de Perzische Oorlogen; Thucydides (455 - 396 v.Chr.) uit Athene beschreef het eerste deel van de Peloponnesische oorlog; Xenophon (431 - 355 v.Chr.) uit Athene zette in zijn Hellèniká het werk van Thoukydidès voort en beschreef in de Anábasis de tocht van 10.000 Griekse huurlingen door Klein-Azië.
Demosthenes (385 - 322 v.Chr.) was de grote Attische redenaar die in felle redevoeringen, Filippica's, opriep tot verzet tegen de groeiende macht van koning Philippus II van Macedonië. Ictinus, Kallikrates en Mnesicles waren architecten die de Atheense akropolis van de prachtigste bouwwerken voorzagen. Bekende beeldhouwers in het midden van de 5e eeuw v.Chr. waren: Myron, Polycletus, Phidias en Paeonius; in de 4e eeuw v.Chr.: Skopas, Praxiteles en Lysippus.
Grote natuurfilosofen in de 5e eeuw v.Chr.: Democritus met zijn atomenleer, en Empedocles met zijn leer van de vier elementen: vuur, lucht, water en aarde.
De allergrootste wijsgeren van Athene waren: Socrates (469-399 v.Chr.), de vader van de ethiek, Plato (430-347 v.Chr.), de grondlegger van de westerse wijsbegeerte, en zijn leerling Aristoteles (384-322 v.Chr.), de vader van de logica. De Europese filosofie wordt wel omschreven als "een serie voetnoten bij Plato" (Alfred North Whitehead).